# لوی استابز
لوی استابز (: Levi Stubbs; ۶ ژوئن ۱۹۳۶ – ۱۷ اکتبر ۲۰۰۸) خواننده و هنرپیشه اهل ایالات متحده آمریکا بود. وی بین سال‌های ۱۹۵۴ تا ۲۰۰۸ میلادی فعالیت می‌کرد.
او در فیلم فروشگاه کوچک ترسناک بازی کرده‌است.